# Yvon Jublot
Yvon Jublot, né le 30 janvier 1935 à Varennes-en-Gâtinais (Loiret), est un footballeur français reconverti entraîneur.

## Biographie

### Joueur (1952-1969)
Né le 30 janvier 1935, à Varennes-en-Gâtinais (Loiret), Yvon Jublot est joueur de l'Arago d'Orléans de 1952 à 1961.
Sollicité par le Racing, Paris, Lille, Bordeaux, il signe professionnel au FC Nantes en 1961. Joueur rapide et adroit, Yvon Jublot sait aussi jouer sans ballon et créer du mouvement. C'est pour ces qualités que José Arribas le recrute. Durant une période, il prend la place de Philippe Gondet, futur international français.
En 1963, il obtient la montée en Division 1 avec les Nantais mais s'engage à l'AS Cherbourg. Il y joue quatre ans et rejoint le FC Bourges en 1967 pour deux saisons.

### Entraîneur et dirigeant du Tours FC (1969-1989)
En 1969, le Tours FC est relégué en DH Centre, Jean Royer, maire de la ville, prend la présidence du club et nomme Yvon Jublot comme entraîneur. En 1973, la montée en Division 3 est assurée. Une division qui ne voit qu'une saison le TFC puisque les Bleus auteurs d'une saison parfaite accèdent directement à la D2. Saison 1973-1974 qui est aussi marquée par une campagne de Coupe de France réussie avec un 16e de finale face aux pros du FC Metz qui aurait pu être une des grandes heures de gloire du club (1-1 à Grandmont et 1-2 au stade Saint-Symphorien). En juin 1976, Jublot est débarqué de son poste d'entraîneur pour être remplacé par Pierre Phelipon,,.
Jublot devient ensuite directeur sportif du TFC de 1976 à 1984. Il est à l'origine de la venue de Delio Onnis au Tours FC ainsi que du départ de son successeur Phelipon comme entraîneur au profit du hollandais Hennie Hollink. En 1982, Jublot a la possibilité de faire venir son ami Jean-Claude Suaudeau sur le banc tourangeau mais, contesté dans ses choix précédents (Onnis trop cher, Hollink têtu), le comité de direction refuse.
En décembre 1985, Yvon Jublot revient sur le banc du TFC, retombé en Division 2 après un passage en D1. 7e de D2 la première année, il est licencié en mars 1989 à la suite de la 18e place de l'équipe, synonyme de relégation en D3.

## Palmarès

### Joueur
- Championnat de France de Division 2
  - Vice-champion en 1963

- Coupe de France FSF
  - Finaliste en 1953

- DH Centre (1)
  - Champion en 1957

- Coupe du Centre (3)
  - Vainqueur en 1953, 1956 et 1957

### Entraîneur
- DH Centre (1)
  - Champion en 1973

- Division 3 groupe Centre-Ouest
  - Vice-champion en 1974

## Statistiques
Ce tableau présente les statistiques d'Yvon Jublot en tant que joueur professionnel.
| Saison                | Club                  | Championnat           | Championnat | Championnat | Coupe(s) nationale(s) | Coupe(s) nationale(s) | Total | Total |
| Saison                | Club                  | Division              | M.          | B.          | M.                    | B.                    | M.    | B.    |
| 1961-1962             | FC Nantes             | D2                    | 5           | 1           | 1                     | 1                     | 6     | 2     |
| 1962-1963             | FC Nantes             | D2                    | 17          | 5           | 1                     | 0                     | 18    | 5     |
| 1963-1964             | AS Cherbourg          | D2                    | 30          | 5           | 6                     | 1                     | 36    | 6     |
| 1964-1965             | AS Cherbourg          | D2                    | 26          | 4           | 5                     | 1                     | 31    | 5     |
| 1965-1966             | AS Cherbourg          | D2                    | 24          | 5           | -                     | -                     | 24    | 5     |
| 1966-1967             | AS Cherbourg          | D2                    | 25          | 2           | 1                     | 0                     | 26    | 2     |
| Total sur la carrière | Total sur la carrière | Total sur la carrière | 127         | 22          | 14                    | 3                     | 141   | 25    |